# Herbert Quandt
Herbert Werner Quandt (22 juin 1910 - 2 juin 1982) était un industriel allemand et membre du parti nazi à qui l'on attribue le mérite d'avoir sauvé BMW alors qu'elle était au bord de la faillite tout en ayant réalisé d'énormes profits ce faisant. Quandt a également supervisé l'utilisation dans les usines de sa famille pendant la Seconde Guerre mondiale de dizaines de milliers de travailleurs esclaves, dont beaucoup ont péri.

## Enfance
Herbert Quandt est né à Pritzwalk, le deuxième fils de Günther Quandt (1881-1954) et d'Antonie "Toni" Quandt (née Ewald). Antonie est décédée de la grippe espagnole en 1918. Quandt a été touché par une maladie de la rétine qui a laissé des séquelles le laissant presque aveugle dès l'âge de neuf ans. Il reçut donc une éducation à domicile.

## Période nazie
Le film documentaire Le Silence des Quandt, récompensé par le prix Hanns Joachim Friedrichs et produit par la chaîne publique allemande ARD, décrit en octobre 2007 le rôle des entreprises de la famille Quandt durant la Seconde Guerre mondiale. Ce film documentaire a révélé à un large public le passé nazi de la famille méconnu et a confronté les Quandts à l'utilisation de travailleurs esclaves dans les usines de la famille pendant la Seconde Guerre mondiale. Cinq jours après la projection, quatre membres de la famille ont annoncé, au nom de toute la famille Quandt, leur intention de financer un projet de recherche dans lequel un historien examinerait les activités de la famille pendant la dictature d'Adolf Hitler. L'étude indépendante de 1 200 pages publiée en 2011 concluait que : « Les Quandts étaient indissociablement liés aux crimes des nazis. »

### Travail forcé

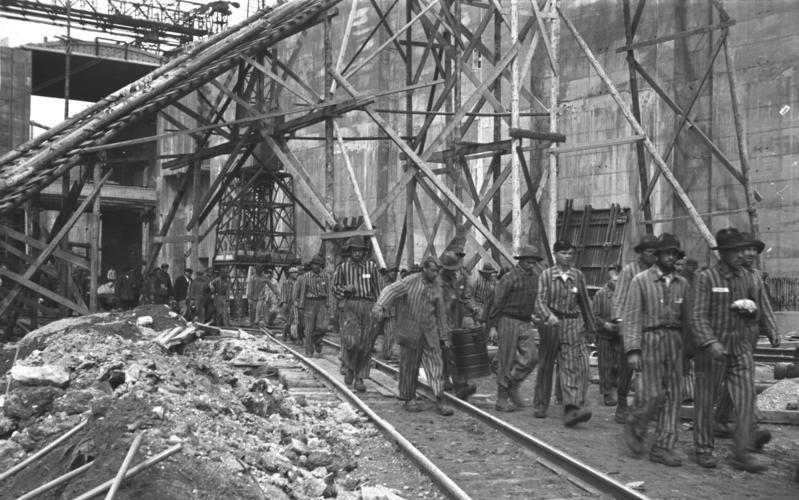
Travail forcé dans un camp de concentration dans les enclos des sous-marins de Brême, 1944

Après une formation approfondie dans les entreprises familiales en Allemagne et à l'étranger, Quandt devient membre du conseil d'administration d'AFA, devenu VARTA AG, en 1940. Quandt était le directeur de Pertrix GmbH, une filiale berlinoise de l'AFA. Pendant la guerre, Herbert Quandt était directeur du personnel de l'usine familiale. Durant son mandat de directeur, il a personnellement supervisé la mort de 40 à 80 personnes chaque mois en ayant recours au travail forcé, chaque esclave restant en vie environ 6 mois. Ce roulement était dû en grande partie à la concentration de gaz acide dans l’air de l’usine dans laquelle les esclaves étaient forcés de travailler. Le travail des esclaves était largement utilisé dans les usines Quandt et dès 1938. Les usines connues où le travail des esclaves était utilisé comprennent trois usines à Hanovre, Berlin, les usines AFA de Stocken et Hagen et Pertrix GmbH. Des camps de concentration ont été installés sur le terrain de l'AFA à Hanovre, qui comprenait une zone d'exécution. Selon le rapport Scholtyseck, il y avait plus de 50 000 travailleurs esclaves dans les usines Quandt pendant la guerre. Herbert Quandt n'a pas été jugé après la guerre, bien que son père ait été interné jusqu'en 1948 pendant qu'il faisait l'objet d'une enquête.
Benjamin Ferencz, procureur américain au procès de Nuremberg, a été interrogé sur Herbert. Il a mentionné qu'Herbert avait gardé le silence sur toute preuve qui aurait pu le compromettre lui ou son père. Ferencz était convaincu que si les faits connus aujourd'hui l'avaient été à la fin de la guerre, Herbert et son père auraient tous deux été poursuivis pour crimes contre l'humanité.

## Activités commerciales d'après-guerre

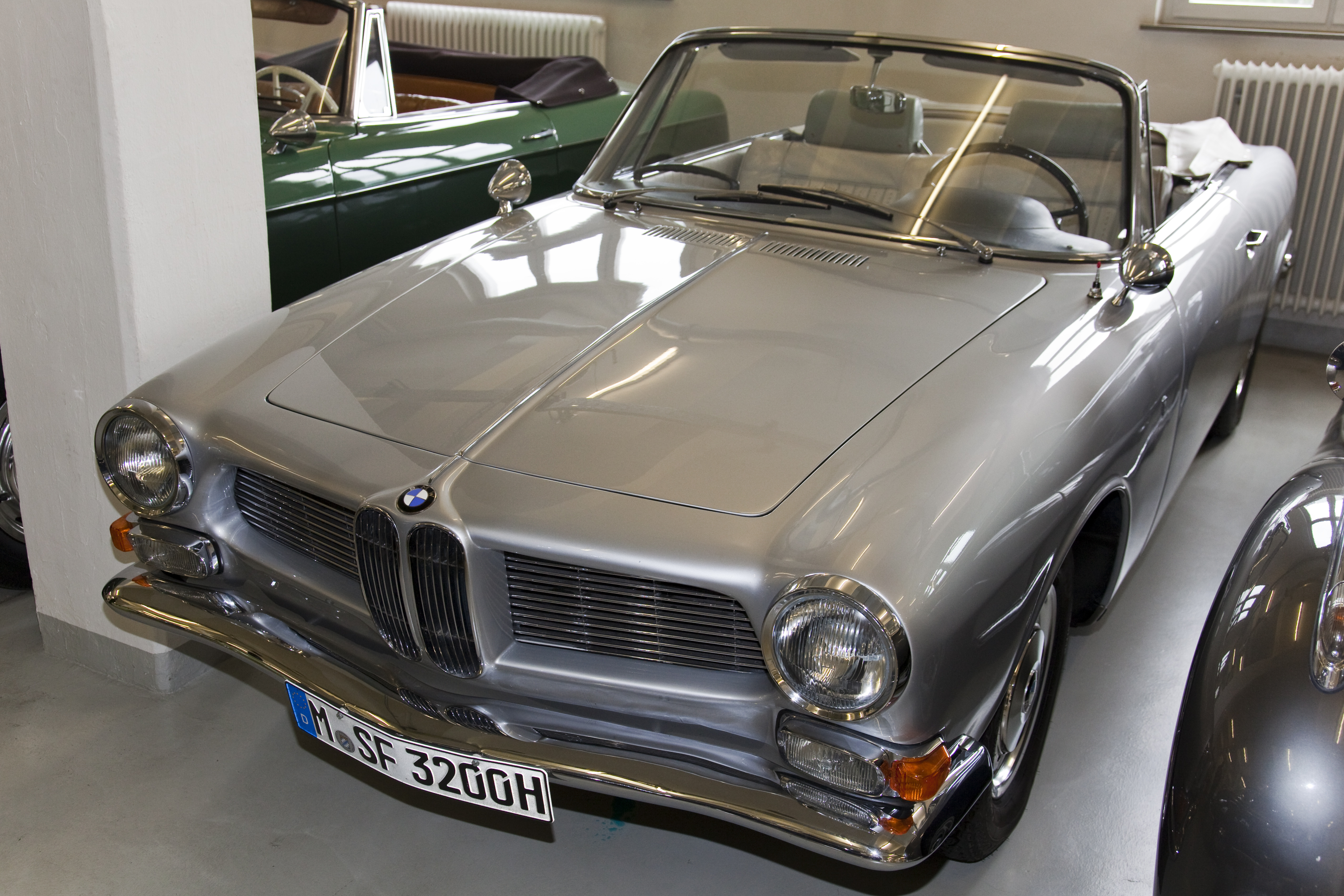
La version Cabriolet unique de la BMW 3200 CS, un cadeau à Herbert Quandt pour sa contribution au sauvetage de BMW

Il prit de plus grandes responsabilités dans les entreprises que son père avait acquises et, après 1945, il les a reconstruites. Il a développé une philosophie d'entreprise d'organisation décentralisée qui donnait aux dirigeants une grande autonomie dans la prise de décision et permettait d'implication des employés dans le succès de leur entreprise.
À la mort de son père en 1954, le groupe Quandt était un conglomérat d'environ 200 entreprises, dont un fabricant de batteries, plusieurs entreprises métallurgiques, textiles et chimiques (dont Altana AG). Il possédait également environ 10 % du constructeur automobile Daimler-Benz et environ 30 % de BMW. Le conglomérat fut ensuite divisé entre ses deux fils survivants : Herbert et Harald Quandt, qui était le demi-frère d'Herbert. 
BMW était alors en difficulté et, en 1959, sa direction a suggéré de revendre la société à Daimler-Benz. Herbert Quandt était sur le point d'accepter, mais a changé d'avis à la dernière minute à la suite de l'opposition des travailleurs et des syndicats. Il a alors augmenté sa participation dans BMW à hauteur de 50 % des parts contre l'avis de ses banquiers, mettant en jeu une grande partie de sa fortune. Son rôle fût déterminant dans le renversement de la situation de l'entreprise en finançant la BMW 700, qui a transformé la rentabilité de l'entreprise.
BMW planifiait déjà son modèle BMW 1500 lorsque Quandt en prit le contrôle. Lancée en 1962, elle a créé un nouveau segment sur le marché automobile : la berline de qualité. Elle occupait une position intermédiaire entre la voiture de série et la production artisanale des constructeurs de luxe. Les compétences techniques sophistiquées de BMW la placent dans une position de force pour investir ce créneau. Ce modèle dans son nouveau segment a largement contribué au succès de BMW.
À la mort d'Harald en 1967 à la suite d'un accident d'avion, Herbert reçoit davantage d'actions de BMW, VARTA et IWKA. En 1974, la veuve d'Herbert et d'Harald, Inge, vendit leur participation dans Daimler-Benz au gouvernement du Koweït.

## Vie personnelle
Il épousa, Ursel Münstermann, en 1933, mais divorça en 1940. Ce mariage donna naissance à une fille, Silvia Quandt (née en 1937), qui resta avec sa mère après le divorce. Silvia est aujourd'hui artiste à Munich.
Dix ans plus tard, en 1950, il épouse sa seconde femme, la joaillière Lieselotte Blobelt, mais ils divorcent en 1959. Ce second mariage a donné naissance à Sonja (née en 1951) (aujourd'hui Sonja Quandt-Wolf), Sabina (née en 1953) et Sven (né en 1956). Sven est devenu le manager de l'équipe de rallye BMW.
Herbert a épousé sa troisième femme Johanna Bruhn en 1960, juste un an après son deuxième divorce. Elle fût sa secrétaire dans les années 1950 et devint son assistante personnelle. Elle ne s'est pas remariée après la mort d'Herbert et a écoulé une vie paisible à Bad Homburg jusqu'à sa propre mort en 2015. Les membres actuels du conseil de surveillance de BMW comprennent les deux enfants de Johanna : Stefan Quandt, détenteur de 23,7 % des actions de BMW, et Susanne Klatten, actionnaire à 19,2 %. Ils ont rejoint le conseil d’administration en mai 1997.
Herbert a veillé à ce que les actions de ses sociétés ne se dispersent pas. Pour éviter les conflits familiaux, les enfants des mariages précédents ont reçu des actions importantes dans d'autres sociétés de la famille Quandt. Silvia Quandt, l'aînée, a reçu d'importants investissements et biens immobiliers dans les années 1970. Plus tard, les trois enfants issus du second mariage ont reçu la majorité des actions de VARTA Battery AG (vendues depuis). Susanne a également reçu ses actions dans Altana AG, tandis que Stefan a reçu des actions dans une société holding appelée Delton avec des intérêts dans des produits médicaux et des alimentations électriques.
Herbert Quandt décède le 2 juin 1982 à Kiel.
Une fondation au nom d'Herbert Quandt a été crée par l'intermédiaire de BMW.